# 罗萨莱霍
罗萨莱霍是西班牙埃斯特雷马杜拉自治区卡塞雷斯省的一座城市，面积41平方公里，2006年普查人口總數為1,454人，人口密度為每平方公里41人。